# アルトゥール・ピサロ
アルトゥール・ピサロ（Artur Pizarro, 1968年8月17日 - ）は、ポルトガル出身のピアノ奏者。
リスボンの生まれ。幼少時よりピアノ奏者だった祖母のベルタ・ダ・ノーブレガと彼女のデュオ・パートナーであったエヴァリスト・デ・カンボス・コエーリョにピアノを師事し、1974年から1990年までセケイラ・コスタの下で研鑽を積んだ。1987年のヴィアンナ・ダ・モッタ国際コンクール、1988年のグレーターパームビーチ交響楽団コンクール、1990年のリーズ国際ピアノ・コンクールのそれぞれで優勝を果たし、国際的な演奏活動を行うようになった。2005年にはラファエル・オレグ、ジョセフィーネ・ナイトと共にピアノ・トリオを結成している。